# Lenzen (Elbe)
Lenzen (Elbe) (pol. hist. Łączyn) – miasto w Niemczech w kraju związkowym Brandenburgia, w powiecie Prignitz, siedziba związku gmin Amt Lenzen-Elbtalaue.

## Nazwa
Urzędowa forma nazwy jest dwuczłonowa, przy czym drugi wyraz zapisywany jest w nawiasie; potocznie nazwę miasta skraca się do samego Lenzen.

## Historia
We wczesnym średniowieczu Słowianie połabscy z plemienia Glinian założyli gród Łączyn. W 929 roku w bitwie pod Łączynem ponieśli klęskę w walce z Sasami, a w 1066 w czasie powstań obodrzyckich w grodzie zamordowany został Gotszalk.

## Zobacz też

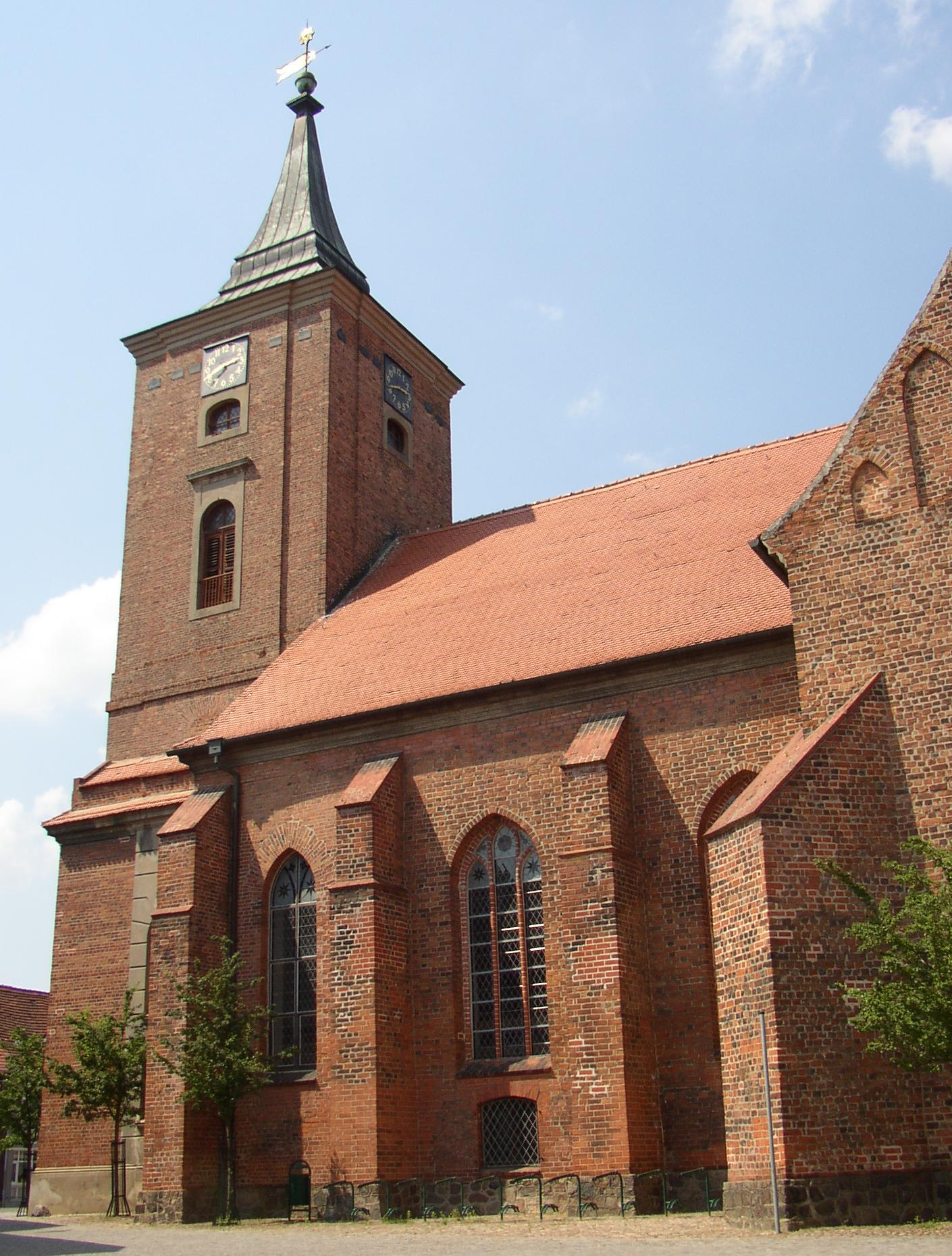
Kościół w Lenzen

## Osoby urodzone w Lenzen (Elbe)
- Caspar Movius – kompozytor
- Samuel Stryk – prawnik